# 卡尔霍恩县机场 (德克萨斯州)
卡尔霍恩县机场（英語：Calhoun County Airport）是一个民用机场。距离卡尔霍恩县县治拉瓦卡港3英里(5 km)，位于该市的西北部。

## 设施和飞机
卡尔霍恩县机场占地200英亩（81公顷），有两个跑道，两个直升机停机坪和二十四小时自助油箱。
至2005年5月9日的一年时间里，总起落架次6600次，日均为18次。其中77%为民航班机，23%为军事航班。当时有18架飞机以此机场为主机场，其中83%是单引擎飞机，11%是双引擎飞机，6%是直升机。